# 砥上観音塚古墳
砥上観音塚古墳（とかみかんのんづかこふん）は、福岡県朝倉郡筑前町砥上にある古墳。形状は円墳。筑前町指定史跡に指定されている（指定名称は「観音塚古墳」）。

## 概要
福岡県中部、砥上岳中腹南西の尾根先端部（標高150メートル）において、砥上山麓古墳群からは独立する形で平野を一望する位置に築造された古墳である。古くは江戸時代の『筑前国続風土記附録』に装飾表現とみられる文言があり、筑前地方では最初に発見された装飾古墳とされる。
墳形は円形で、直径約13メートル・高さ3.5メートルを測る。埋葬施設は両袖式の横穴式石室で、西方向に開口する。後室・中室・前室・羨道からなる3室構造の装飾石室で、後室の奥壁・入り口には赤色顔料による円文・星状文・舟などが描かれる。石室内からは須恵器片が出土したという（現在は所在不明）。築造時期は古墳時代後期-終末期の6世紀末-7世紀初頭（または6世紀末）頃と推定される。
古墳域は、1995年（平成7年）に旧夜須町指定史跡（現在は筑前町指定史跡）に指定されている。

## 遺跡歴
- 江戸時代、『筑前国続風土記附録』に「観音塚石窟」として紹介[2]。
- 1932年（昭和7年）刊行の『史蹟名勝天然紀念物調査報告書』第7輯で報告。
- 1995年（平成7年）3月31日、旧夜須町指定史跡に指定（現在は筑前町指定史跡）。

## 埋葬施設

石室俯瞰図

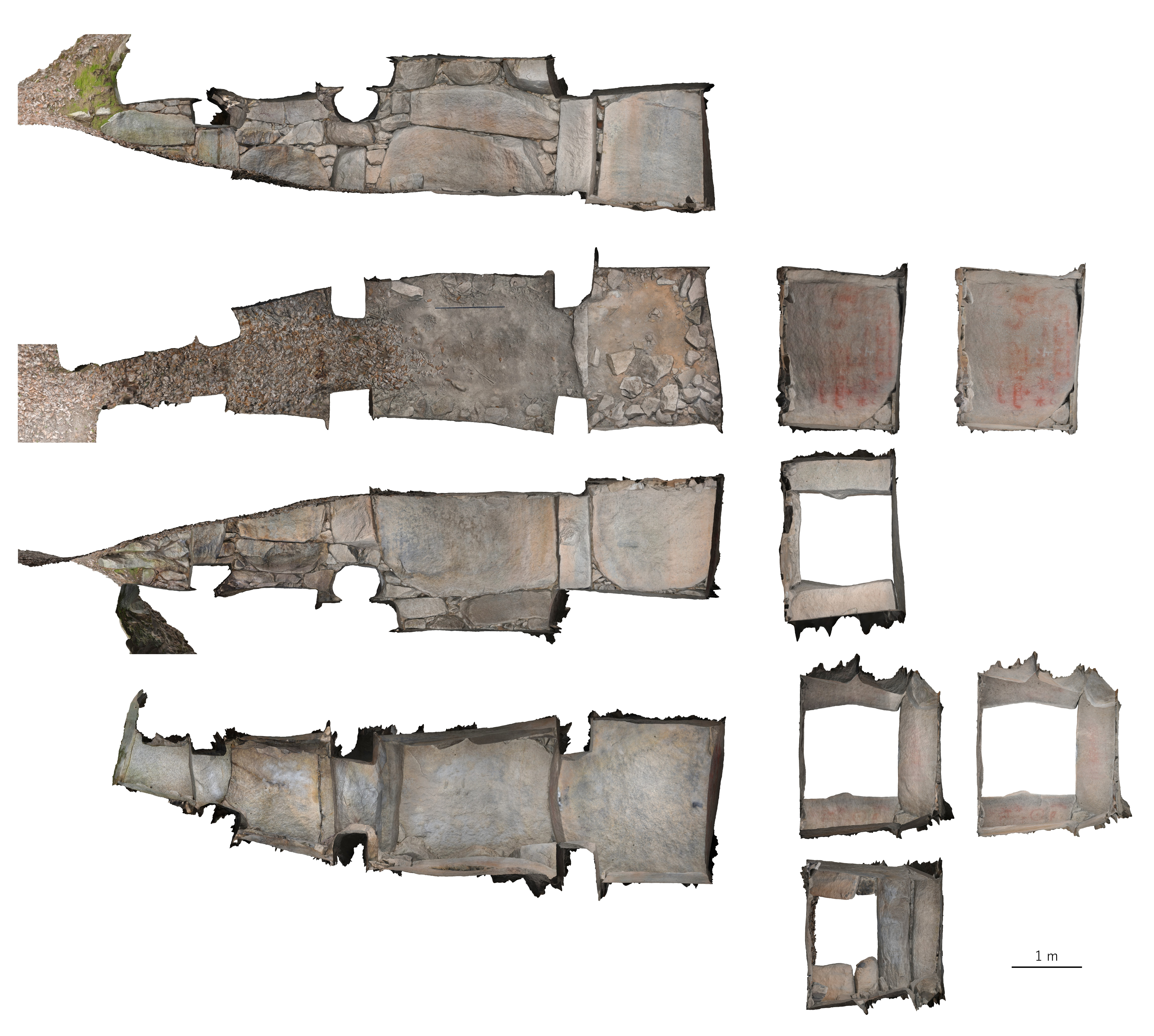
石室展開図

埋葬施設としては両袖式横穴式石室が構築されており、西方向に開口する。後室・中室・前室・羨道からなる3室構造の石室である。石室の規模は次の通り。
- 石室全長：約8.6メートル
- 後室：長さ2.1メートル、幅2.3メートル、高さ1.64メートル

石室の石材は花崗岩の巨石。3室のうちで中室が最も大きいという特異な構造であり、石屋形が後室として独立したとする見方もある。後室奥壁と後室入り口の南側袖石には赤色顔料による装飾文が遺存しており、円文・星状文・舟などの図形が認められる。

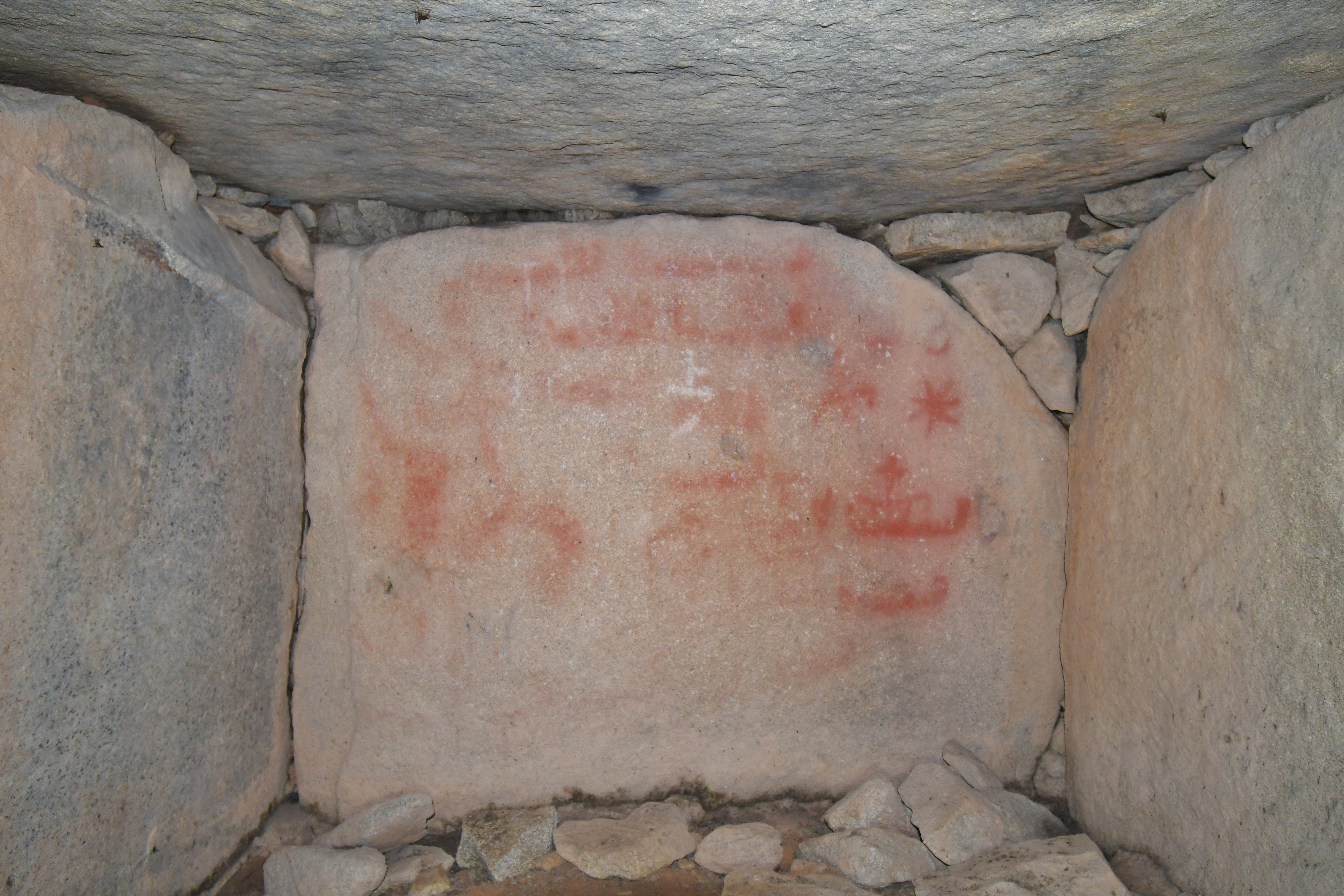
後室（奥壁方向）
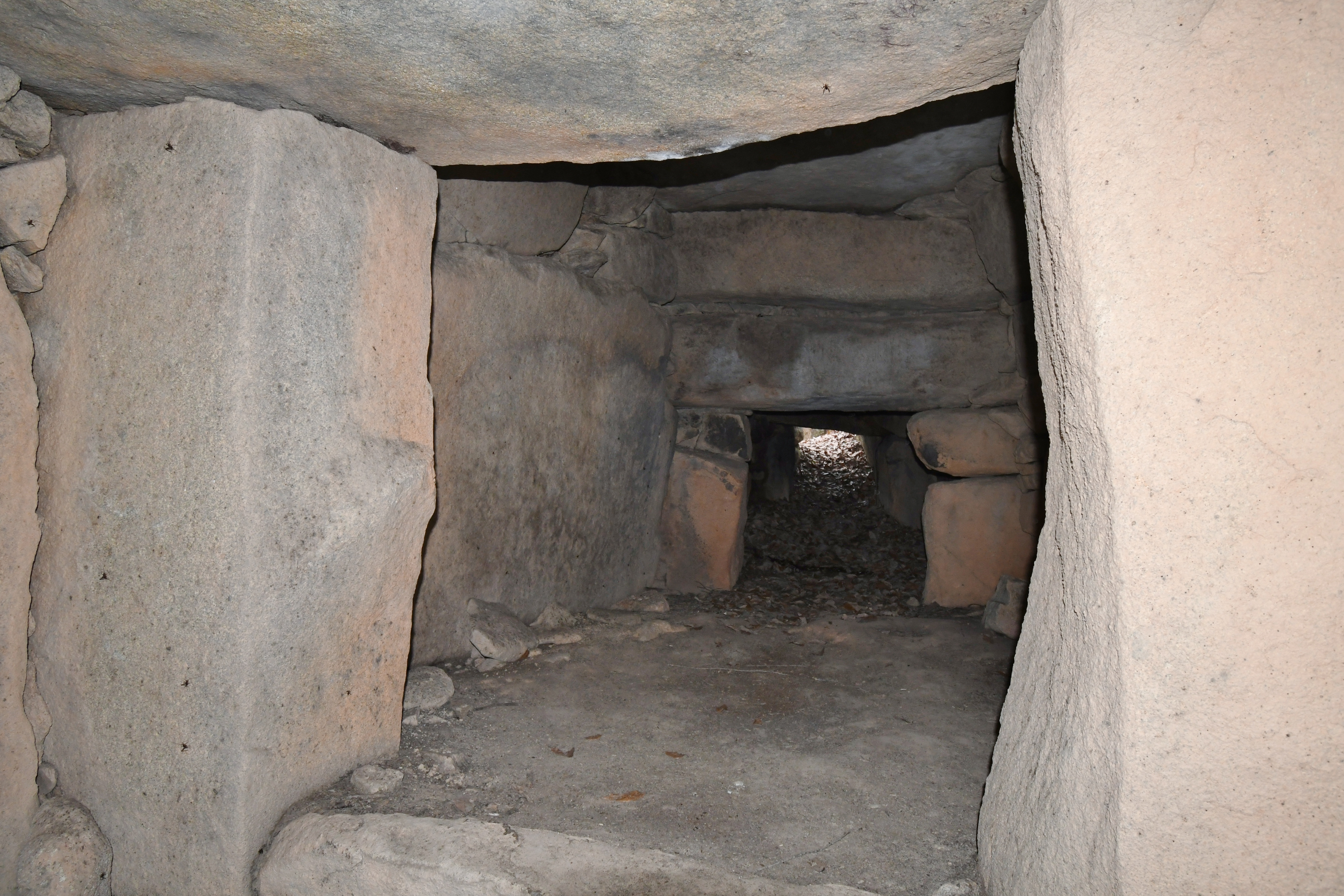
後室（開口部方向）
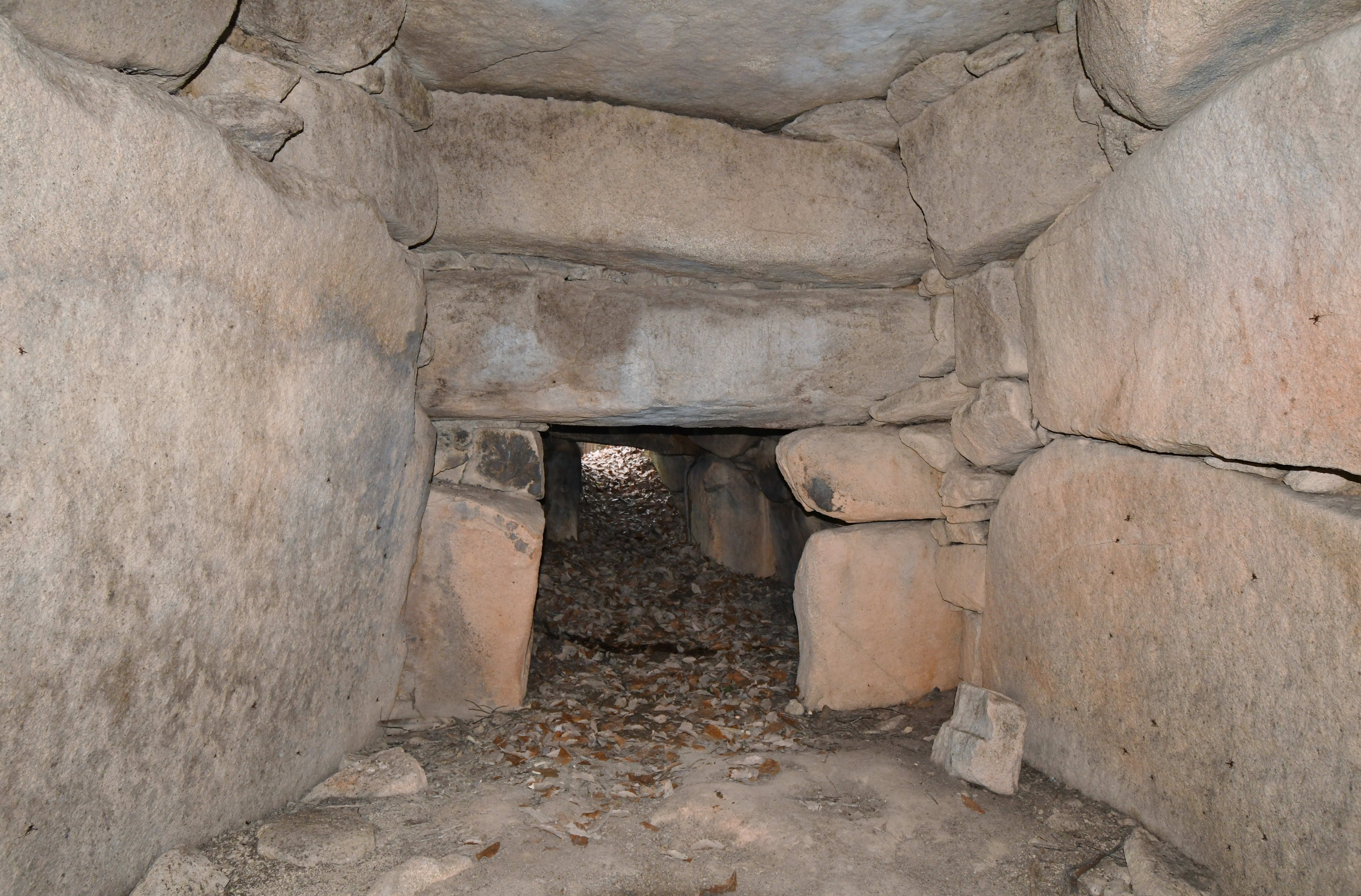
中室（開口部方向）
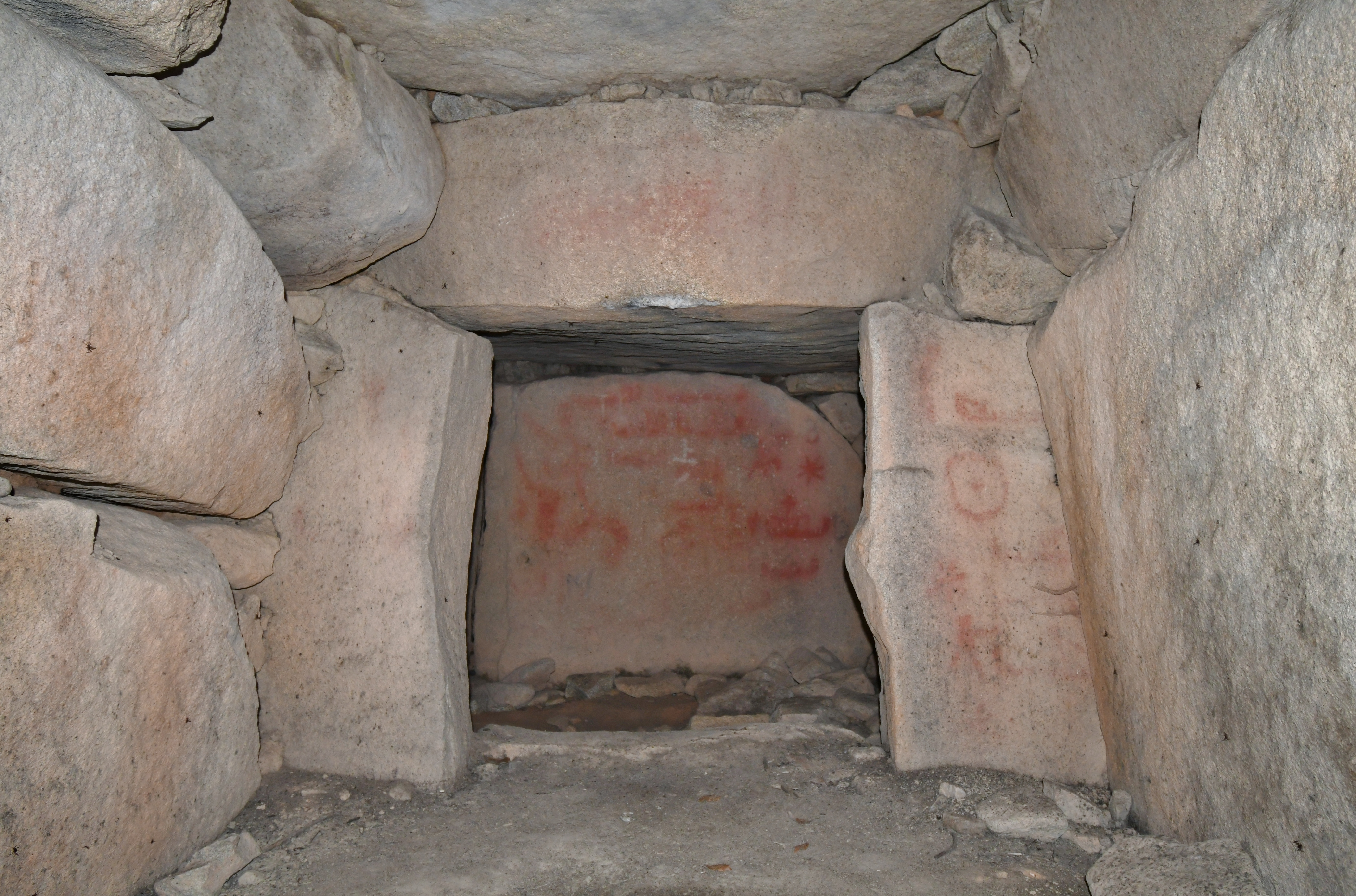
中室（後室方向）
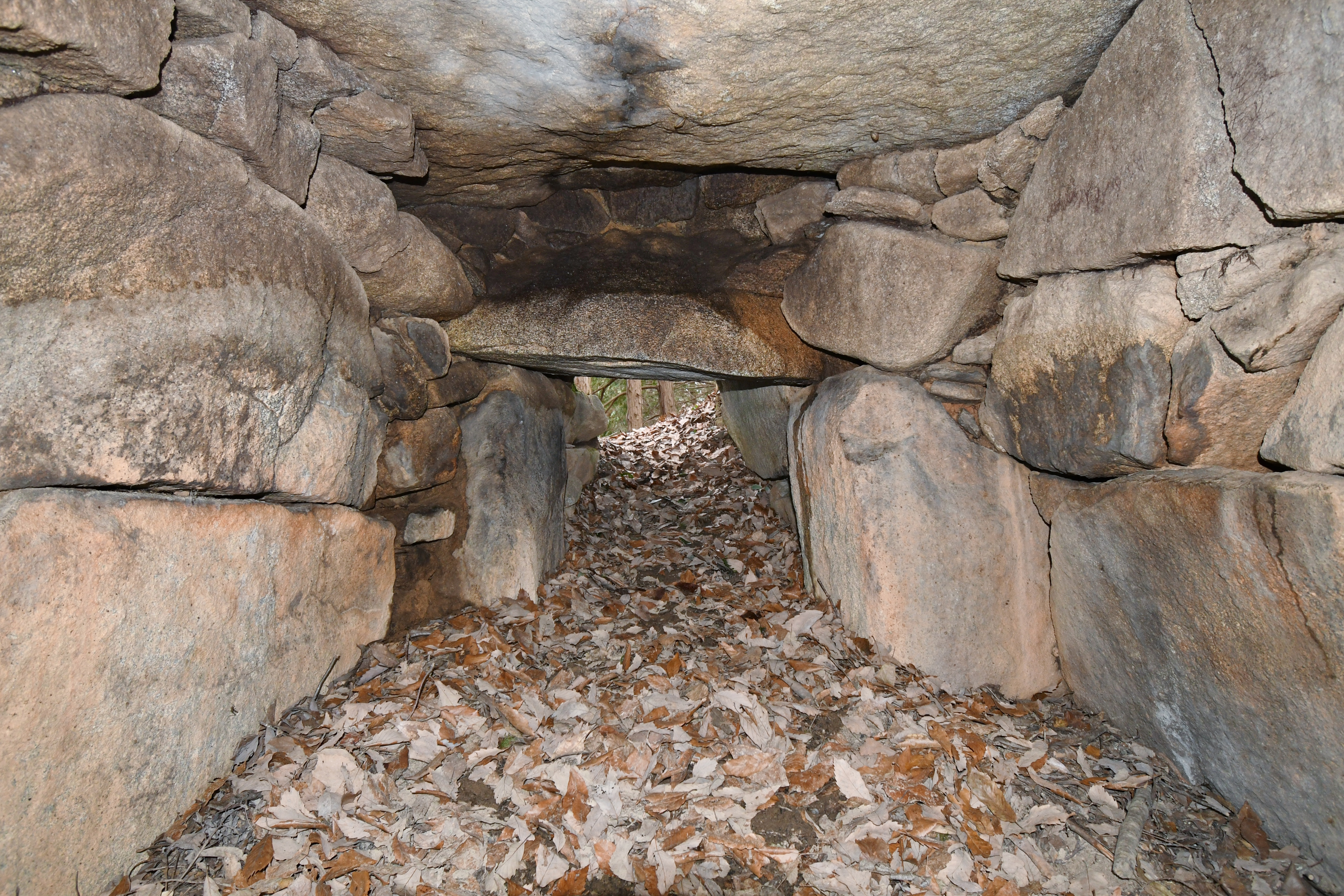
前室（開口部方向）
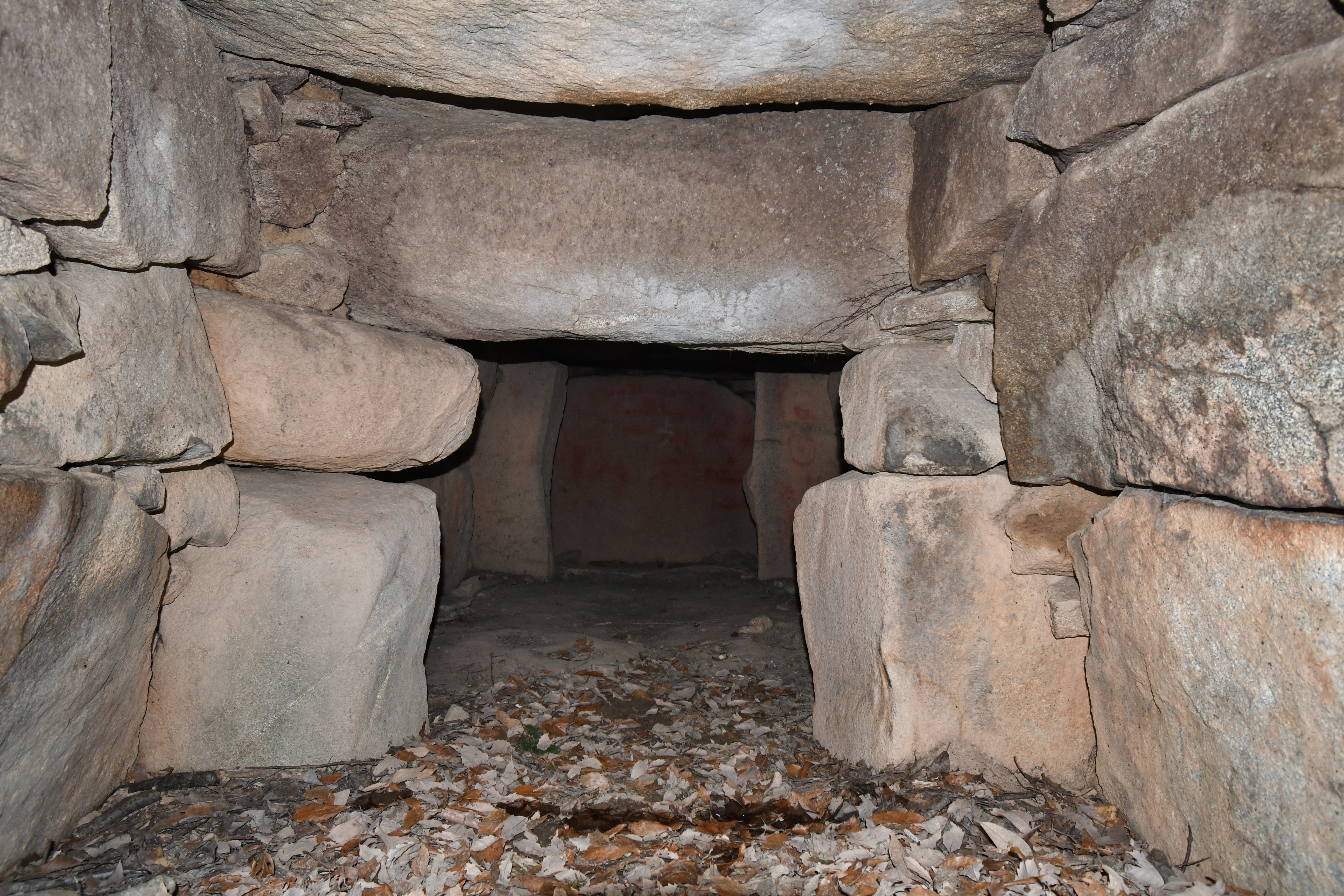
前室（後室方向）
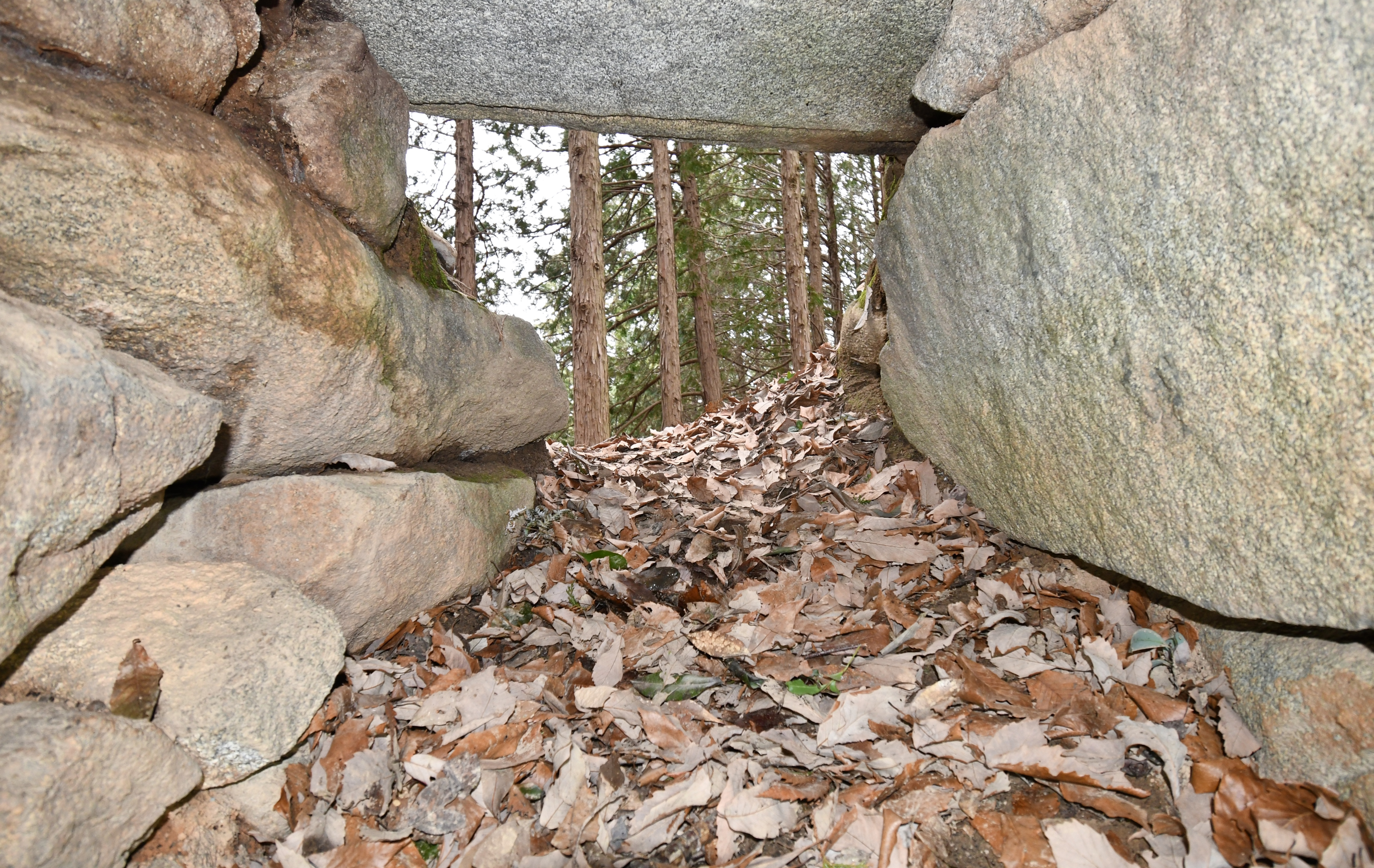
羨道（開口部方向）
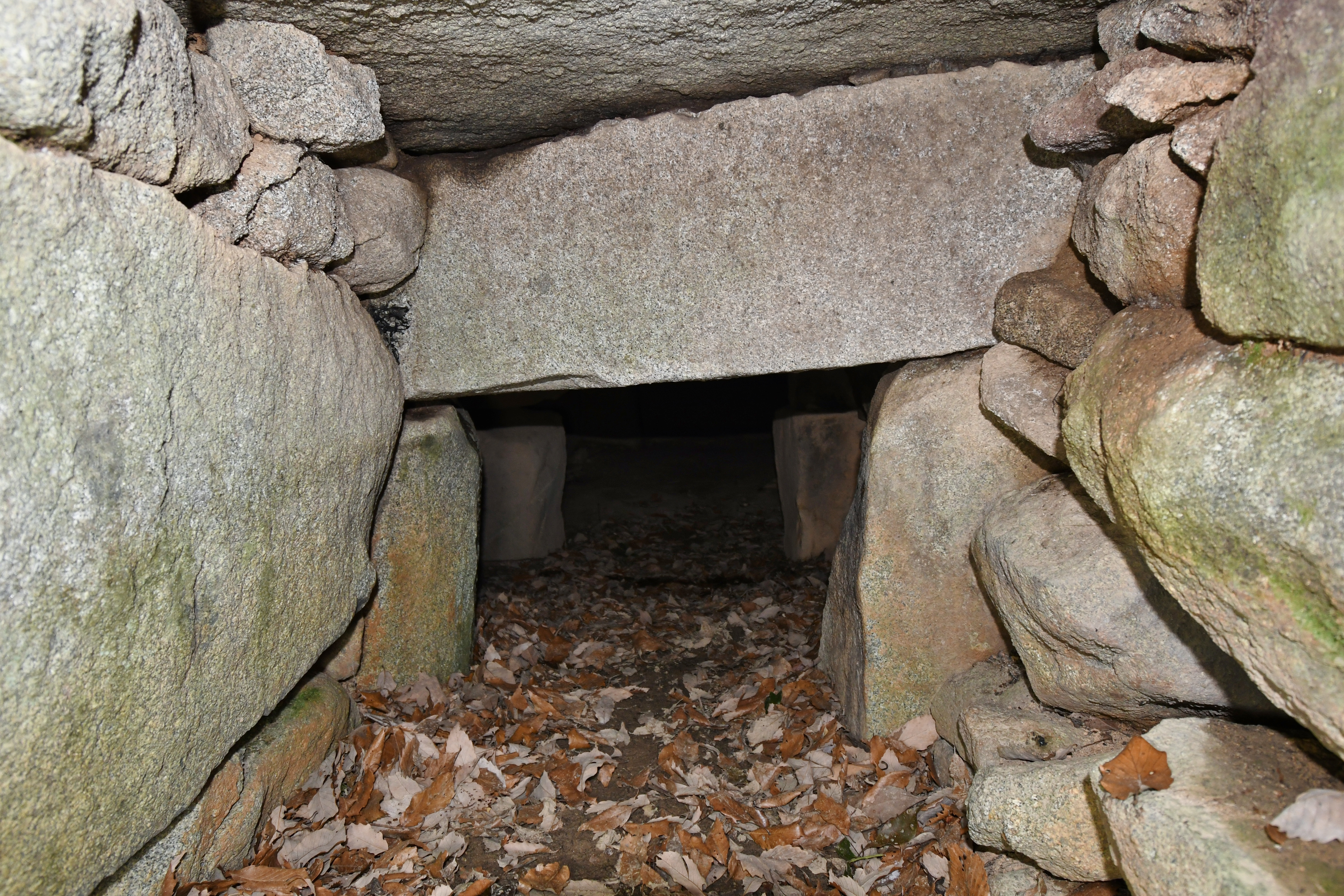
羨道（後室方向）
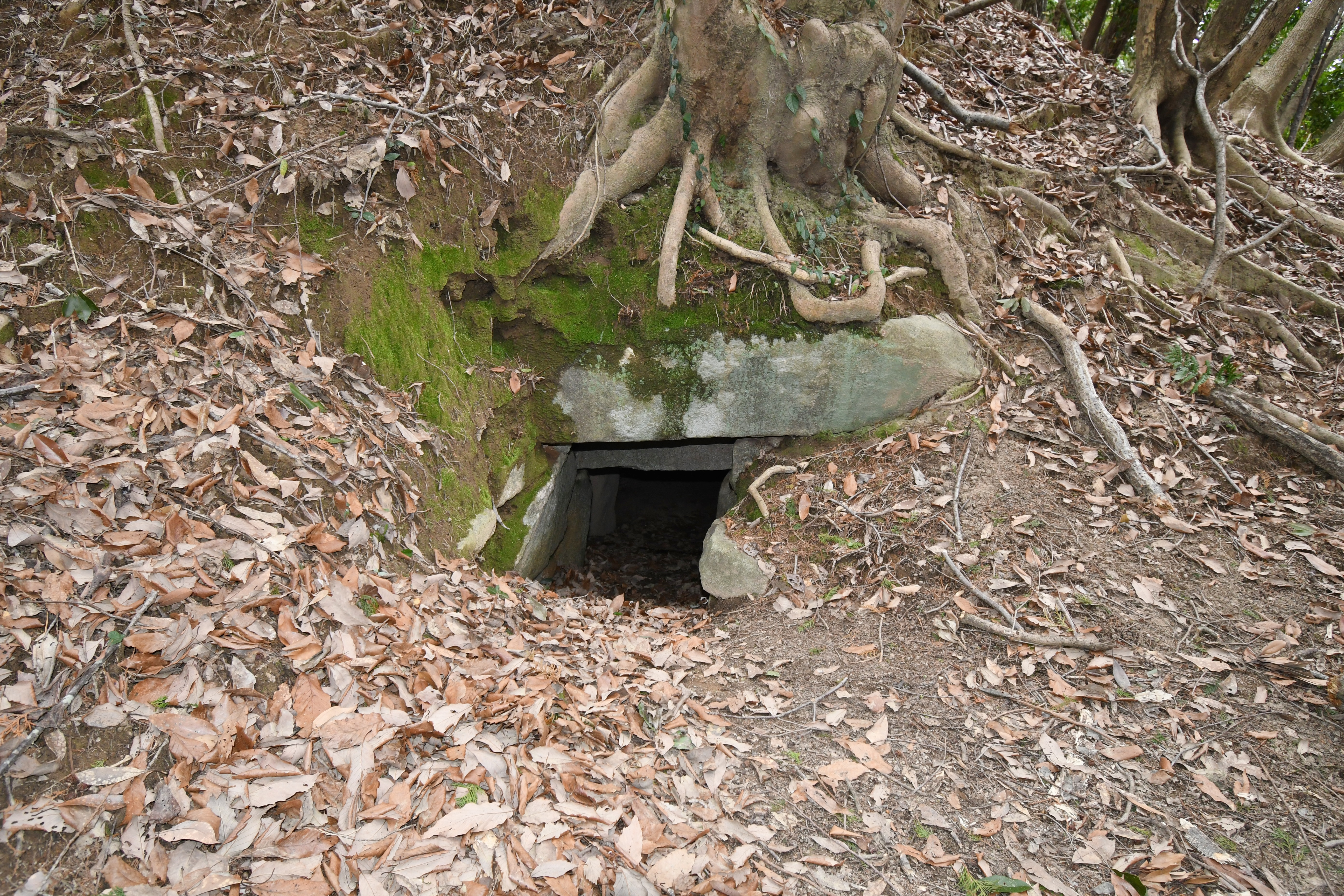
開口部

## 文化財

### 筑前町指定文化財
- 史跡
  - 観音塚古墳 - 1995年（平成7年）3月31日指定。

## 関連文献
（記事執筆に使用していない関連文献）
- 「朝倉郡「砥上山観音塚」古墳の調査」『史蹟名勝天然紀念物調査報告書』 第7輯、福岡県、1932年。 - リンクは奈良文化財研究所「全国遺跡報告総覧」。
- 「観音塚古墳」『福岡県の装飾古墳（全国の装飾古墳3）』熊本県立装飾古墳館〈平成9年度開館5周年特別企画〉、1997年。 - リンクは奈良文化財研究所「全国遺跡報告総覧」。